# Scilla ingridiae
Scilla ingridiae är en sparrisväxtart som beskrevs av Franz Speta. Scilla ingridiae ingår i släktet blåstjärnesläktet, och familjen sparrisväxter. Inga underarter finns listade i Catalogue of Life.